# Roepera reticulata
Roepera reticulata är en pockenholtsväxtart som först beskrevs av R.M.Barker, och fick sitt nu gällande namn av Beier & Thulin. Roepera reticulata ingår i släktet Roepera och familjen pockenholtsväxter. Inga underarter finns listade i Catalogue of Life.